# Linz, Sokovo
Linz je naselje v Občini Sokovo v Okraju Trg na Koroškem v Avstriji.